# Cantó d'Enghien-les-Bains
El cantó d'Enghien-les-Bains és un antic cantó francès del departament de Val-d'Oise, que estava situat al districte de Sarcelles. Comptava amb 3 municipis i el cap era Enghien-les-Bains.
Va desaparèixer al 2015 i el seu territori es va dividir entre el cantó de Deuil-la-Barre i el cantó de Montmorency.

## Municipis
- Deuil-la-Barre
- Montmagny
- Enghien-les-Bains

## Història
| Data d'elecció                           | Identitat                | Partit              | Qualitat |
| ---------------------------------------- | ------------------------ | ------------------- | -------- |
| 1967-1982                                | Henri Hatrel             | CD, després UDF-CDS |          |
| 1982-1994                                | Françoise Kohler-Chevrot | UDF-CDS             |          |
| 1994-                                    | Philippe Sueur           | Divers droite       |          |
| les dades anteriors no són pas conegudes |                          |                     |          |
|                                          |                          |                     |          |

## Demografia
| A partir de 1990: Població sense dobles comptes |